# 徳島健康生活協同組合
徳島健康生活協同組合（とくしまけんこうせいかつきょうどうくみあい）は、徳島県徳島市下助任町に本部を置く医療生協である。

## 概要
1961年3月26日、組合員316名で徳島健康生活協同組合を設立。現在(2020年6月)では徳島県内に1病院(186床)と4診療所、2歯科診療所、6介護事業所を展開し、組合医数は4万人を超え、出資金も10億円を突破している。
徳島健生病院の新病院建設プロジェクトを実行中であり、2019年夏に工事着工、2020年秋には新棟完成を予定している。
全日本民主医療機関連合会(民医連)加盟法人。

## 組合員・出資金
組合員数：45,301人(2020年1月31日現在)
出資金：12億7,787万7,949円(2020年1月31日現在)

## 徳島健生病院
- 当組合の拠点病院。
  - 詳しくは、「徳島健生病院」を参照。

## 診療所

### 健生石井クリニック
標榜診療科(内科、肝臓内科、消化器内科、リハビリテーション科)
所在地 - 名西郡石井町高川原字高川原2155 

### 健生西部診療所
標榜診療科(内科、消化器科、循環器科、呼吸器科、整形外科、放射線科、リハビリテーション科)
所在地 - 三好市井川町吉岡127-2

### 健生きたじまクリニック
標榜診療科(内科、小児科、アレルギー科)
所在地 - 板野郡北島町中村字東開14-1

### 健生阿南診療所
標榜診療科(内科、小児科、眼科)
所在地 - 阿南市津乃峰町新浜12-2

## 歯科診療所

### 健生歯科
標榜診療科(歯科、矯正歯科、小児歯科)
所在地 - 徳島市北前川町5丁目10

### 健生歯科なると
標榜診療科(歯科、矯正歯科、小児歯科)
所在地 - 鳴門市撫養町木津西小沖732-2

## 介護事業所
とくしま健生訪問看護ステーション
所在地 - 徳島市下助任町4-9
とくしま健生ヘルパーステーション
所在地 - 徳島市吉野本町6-30-4
西部健生訪問看護ステーション
所在地 - 三好市井川町吉岡161-1
健生さわやか在宅介護支援センター
所在地 - 徳島市吉野本町6-30-4
健生かがやき在宅介護支援センター
所在地 - 徳島市佐古6-10-10
とくしま健生デイサービスセンター
所在地 - 徳島市吉野本町6-30-4

## 関連人物
- 十枝 修（教育学者、徳島大学名誉教授） - 当組合監事を務める。